# Etiska rådet för marknadsundersökningar
Etiska rådet för marknadsundersökningar (ERM) har som uppgift att verka för god etik inom marknadsundersökningar i Sverige samt att övervaka att ICC/ESOMAR:s internationella regler för marknadsundersökningar efterlevs av aktörer i branschen. ERM väcker ärenden på eget initiativ eller efter anmälan från allmänheten.

## Vanliga ärenden
Vanliga frågor handlar om
- Sammanblandning av marknadsundersökning och marknadsföring
- ”Tysta samtal”
- Undersökningar som riktas till barn
- Användning av resultat från opinionsundersökningar
- Anonymitet